# 劉慶 (清河王)
劉 慶（りゅう けい、78年 - 106年）は、後漢の皇族。清河孝王。

## 経歴
78年（建初3年）、章帝と宋貴人のあいだの子として生まれた。79年（建初4年）4月、皇太子に立てられた。82年（建初7年）6月、劉慶は太子を廃位されて清河王となり、皇子劉肇が代わって皇太子に立てられた。母の宋貴人は邪な媚道をおこなったと誣告されて、自殺させられた。太子の劉肇は劉慶を特に親愛し、いつも連れだってともに入室し、同じ輿に乗って外出した。劉肇（和帝）が即位すると、劉慶に対する優遇ぶりは諸王に比類なく、いつもともに私事を話し合っていた。
後に劉慶が成長すると、丙舎に別居した。92年（永元4年）、和帝が北宮章徳殿に幸し、白虎観で講義すると、劉慶は入省して宮中に宿泊した。和帝は竇氏一族を処断しようと考えて、『漢書』外戚伝が欲しいと言い出した。皇帝の側近たちが恐れて使者に立とうとしなかったため、劉慶が千乗王劉伉を連れて外戚伝を求め、夜中にこっそりとこれを読んだ。劉慶が外戚伝の内容を和帝に語ると、中常侍の鄭衆は前漢の文帝が薄昭を自殺させ、武帝が竇嬰を処刑した故事を解説した。和帝が竇憲を自殺させると、劉慶は奴婢・馬・銭・帛などの報賞を受けた。
103年（永元15年）、和帝の南巡に従った。官僚たちは王侯たちを国に赴任させるよう求めたが、和帝は聞き入れなかった。105年（元興元年）12月、和帝が死去すると、劉慶は前殿で号泣して、数升の血を吐き、病床に伏した。
106年（延平元年）8月、殤帝が死去すると、劉慶と左姫のあいだに生まれた劉祜（安帝）が即位した。劉慶は清河国に入り、12月甲子に29歳で死去した。広丘に葬られ、孝徳皇と追尊された。

## 妻子

### 妃
- 耿姫（中国語版）
- 左姫

### 男子
- 安帝 劉祜
- 清河愍王 劉虎威
- 広川王 劉常保

### 女子
- 涅陽長公主 劉侍男（岑彭の玄孫の細陽侯岑熙にとついだ）
- 舞陰長公主 劉別得（鄧禹の玄孫の高密侯鄧褒にとついだ）
- 濮陽長公主 劉久長（耿弇の曾孫の好畤侯耿良にとついだ）
- 平氏長公主 劉直得（来歙の玄孫の征羌侯来定にとついだ）
- 陰城公主 劉堅得（班超の孫の定遠侯班始にとついだ）

## 伝記資料
- 『後漢書』巻55 列伝第45